# 촌락

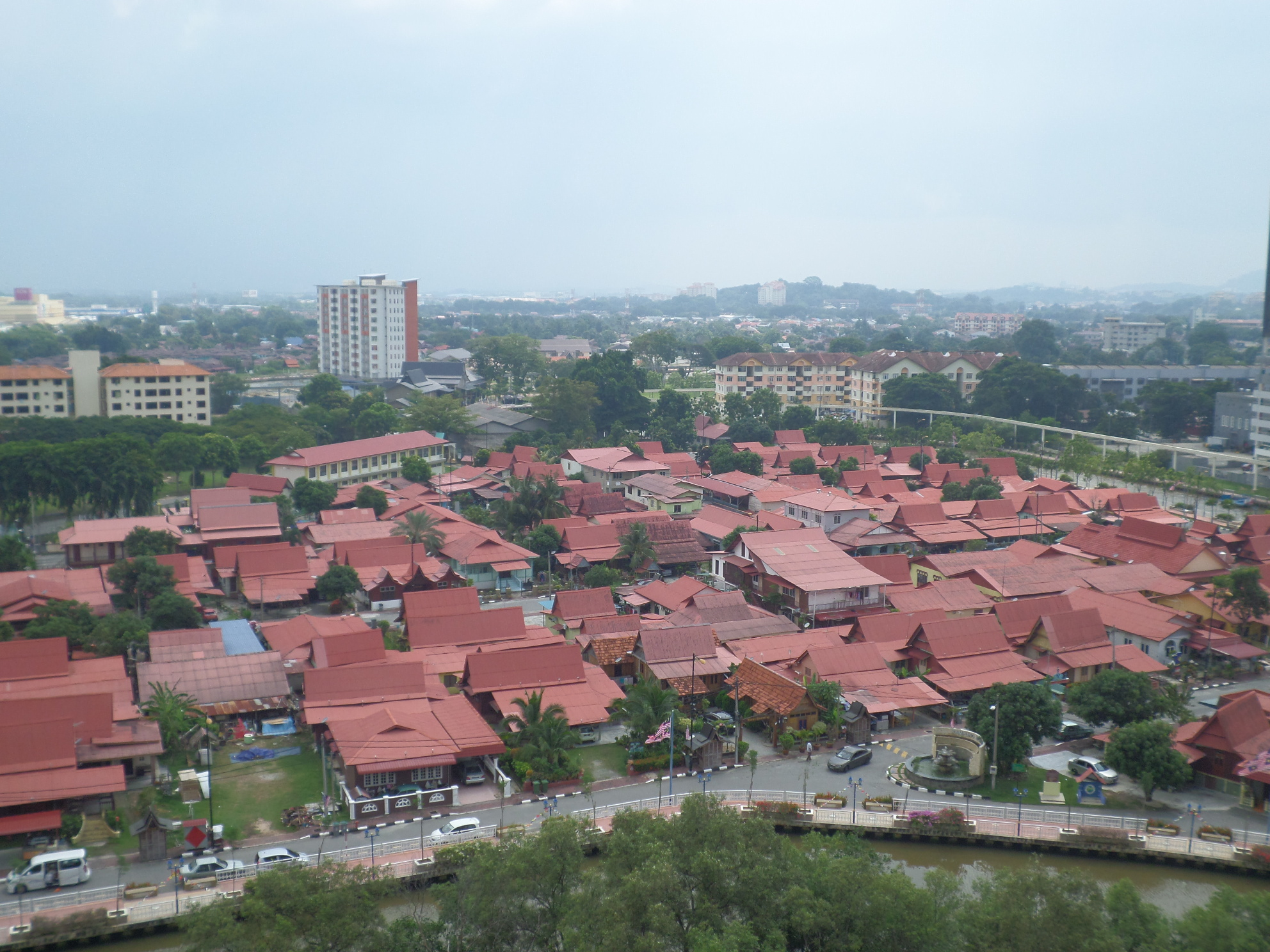
촌락

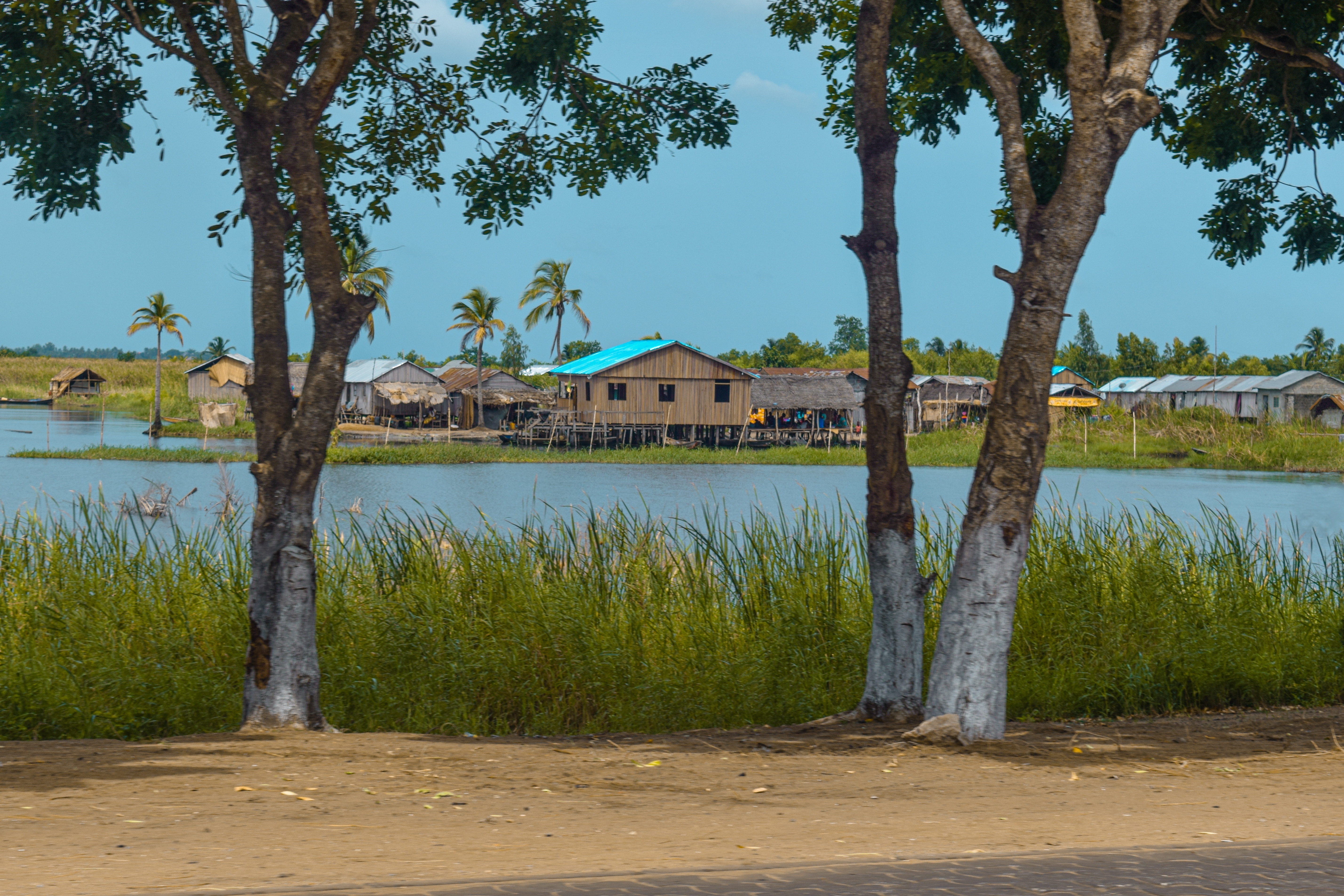
베냉의 외딴 마을

촌락(村落, Village)은 적은 수의 사람들이 모여 제1차 산업을 중심으로 하여, 공통된 생활을 하고 있는 지역을 가리키는 말이다. 마을(Town)보다 더 적은 수의 사람이 모여사는 곳을 뜻하기도 한다.

## 의미
촌락은 인간들이 땅을 점유하면서 만들어 낸 생활 공간 중 하나이다. 취락은 거주하고 있는 인구수나 사람들의 직업과 기능 및 경관의 차이에 따라 촌락과 도시로 구분된다. 촌락은 도시에 비해 인구 규모가 작고, 주로 농업이나 어업, 광업 등을 경제적 기반으로 하며, 이에 종사하는 사람들이 주로 거주하는 공간이다.
촌락은 도시와 달리 인공적인 요소보다 자연적인 요소가 경관에 잘 나타난다. 농업을 기반으로 하는 촌락의 경우 가옥과 도로, 경지, 축사 등의 경관이 나타나는데, 이는 촌락을 구성하는 중요한 공간 요소이다. 촌락은 도시에 비해 주민들 간에 동질성이 크고, 기초적인 생활이 공동으로 이루어지기 때문에 생활권이 좁은 편이다.
최근에는 촌락 경제의 1차 산업에 대한 의존도가 점차 감소하고 있다. 촌락에 거주하고 있는 사람들이 가까운 도시로 출·퇴근을 하는 경우도 많고, 일부 촌락은 관광지로서 여가와 관련된 서비스를 제공하는 경우도 있다.

## 발달 요인
촌락의 발달 요인은 매우 다양하다. 물과 같은 자연적 조건은 물론 방어, 교통 등 다양한 인문적 조건도 촌락이 발달하는 요인이다.
물은 촌락이 입지하기 위한 가장 기본적인 조건이다. 과거에 촌락은 주로 생활에 필요한 물을 얻기 쉬운 하천이나 샘물 주변에 입지하였다. 건조 지역의 오아시스에 발달한 촌락이나 제주도의 용천에 발달한 촌락 등은 이와 같은 촌락 입지의 사례이다. 한편, 하천의 범람이 잦은 곳에서는 홍수 시에 물을 피하기 쉬운 곳에 촌락이 위치하기도 하였다.
야생 동물이나 다른 부족의 침입으로부터 방어할 수 있는 지형도 촌락의 중요한 입지 조건이다. 우리나라의 산성촌과 초기 메소포타미아 지역의 성벽촌 등이 이에 해당한다.
교통이 편리한 곳은 촌락이 발달하기에 좋은 곳이다. 도로와 도로가 만나거나, 도로와 하천이 만나는 곳 등지에는 촌락이 형성된다. 특히, 나루터는 교통의 중요한 거점이 되어 촌락이 발달한다. 영국의 케임브리지나 옥스퍼드도 나루터에서 발달한 촌락으로 오늘날 도시로 성장하였다. 과거에 우리나라의 벽란도, 노량진, 마포 등도 이에 해당된다. 이 외에도 역원제가 시행되던 시기에 형성된 역원 촌락 또한 교통로상의 거점과 관련된 촌락이다.
풍부한 자원이 개발되는 곳에는 광산 촌락이 형성되고, 온천과 같이 관광 휴양 기능이 발달한 지역에는 관광 촌락이 발달한다. 종교적 신념이 같은 사람들이 모인 곳이나 종교의 발생지에는 종교 촌락이 형성되는데, 큰 사찰 주변의 사하촌, 계룡산의 신도안, 경상북도 풍기읍의 정감록촌이 그 예이다.

## 형태
촌락은 위치, 가옥 구조, 형태 등에서 지역마다 독특한 경관을 나타낸다. 자연적으로 발생한 촌락은 가옥의 밀집 정도에 따라 집촌과 산촌으로 나뉜다.
집촌은 가옥의 밀집도가 높은 촌락으로, 가옥이 밀집한 형태에 따라 괴촌, 노촌, 환촌 등으로 구분한다. 괴촌은 가옥과 농경지, 도로 등이 불규칙하게 얽혀 있는 형태의 촌락이다. 이러한 촌락은 오랜 시간에 걸쳐 자연 발생적으로 형성되었다. 인간이 오래전부터 거주한 지역에서는 이와 같은 괴촌이 나타난다. 우리나라에는 우물이나 샘물을 중심으로 산록을 따라 형성된 괴촌이 많다. 노촌은 도로를 따라 가옥이 늘어서 있는 형태의 촌락이다. 괴촌에 비해 가옥이 훨씬 규칙적으로 배열되어 있다. 한편, 독일이나 폴란드 등에서는 가축을 사육하기 위해 가운데에 목초지를 두고 그 둘레에 농가를 원형으로 배열한 환촌이 나타나기도 한다.
산촌은 분산 촌락이라고도 하는데, 하나의 농가가 이웃 농가와 멀리 떨어져 있는 형태의 촌락이다. 미국의 대평원 지대에 나타나는 독립 농가, 남미의 대농장 지역, 독일 북서부의 베스트팔렌이나 슈바르츠발트의 개척 지역 등에서 볼 수 있다. 우리나라에서는 경지가 협소한 강원의 산간 지방, 새로 개척된 서해안의 간척지와 화전 경작이 이루어졌던 지역에 산촌이 발달하였다. 산촌이 형성되는 원인은 지형적 특성, 물을 얻는 방식, 농경지의 경영 방식이나 민족성 등 지역에 따라 다양하게 나타난다. 특히, 토지 이용이 조방적인 지역이나 새로운 개척지 등에서는 산촌이 나타나는 경우가 많다. 또, 농지에 대한 접근성을 중요시하는 과수원 지역에서도 잘 나타난다.

## 분류
촌락은 기능에 따라 그 특성과 경관이 다르게 나타난다. 촌락은 농업을 기반으로 하는 농촌, 산지에 위치하여 농업, 임업, 광업, 목축업 등의 다양한 생산 활동이 이루어지는 산지촌, 어업에 생활의 근거를 두고 있는 어촌으로 나눌 수 있다.

### 농촌
농촌은 가장 일반적인 촌락의 형태로, 농업 활동이 이루어지는 곳이면 어디에서든 볼 수 있다. 농촌 인구의 대부분은 농업을 주업으로 하므로 경제 생활의 기반을 토지에 의존하고 있다. 때문에 농촌은 토지와의 관련성이 매우 큰 편이다. 토지는 거주의 장소인 동시에 생산과 활동의 장소이다.
농촌에서는 오랫동안 형성되어 온 주민들의 공동체 의식이 강하게 남아 있고, 지역마다 독특한 주거 형태와 관습이 반영된 생활양식이 나타난다. 그러나 최근에는 도시적 생활양식이 도입되면서 농촌에서도 도시적 경관이 나타나고, 농촌에 거주하면서도 도시 지역에 경제 활동의 기반을 두고 있는 주민이 늘어남에 따라 농촌 지역이 변화하고 있다.

### 산지촌
산지는 평지에 비해 사면의 경사가 급하고 경지가 좁기 때문에 농사를 짓기 어렵다.
일부 지역에서는 사면에 계단식이나 등고선식 경작을 하기도 하지만, 생산성은 낮은 편이다. 때문에 산지에서는 농업만으로는 식량 자급이 불가능하여 임업과 목축업이 함께 발달하는 경우가 많다.
경지가 좁은 산지촌의 농가는 넓은 경지를 소유하기 어렵다. 토지의 지지력이 낮은 산지에 위치한 촌락은 대개 규모도 작고, 가옥이 여기저기 흩어져 산촌을 이루는 경우가 많다.

### 어촌
수산업을 생활의 근거로 하는 촌락을 어촌이라고 한다. 어업에 종사하는 주민들은 주로 바다에서 고기를 잡거나 기르는 일을 한다. 대부분의 어촌은 주거지 주변에 경지가 있어 농업과 어업을 함께하는 반농 반어촌을 이룬다.
해안 지역은 평지가 좁기 때문에 어촌은 주로 항구 뒤에 위치한 배후 산지의 산록 부분에 괴촌의 형태로 입지하는 것이 일반적이다. 좁은 택지에 지은 어가는 농가에비해 가옥과 부속 건물이 좁기 때문에 어촌은 농촌에 비해 가옥의 밀집도가 높은 편이다.
어업과 관련된 시설은 주로 항구를 중심으로 밀집해 있다. 항구에는 방파제와 등대가 있고, 어선이 정박할 수 있는 시설이 있다. 이 외에도 조선소와 선박 수리소, 수산물 상가, 냉동·냉장 시설, 상가, 음식점, 숙박 업소 등이 밀집해 있다.

## 생활 모습
농촌에서는 벼농사나 밭농사를 주로 하고,이것을 농업이라 한다. 어촌에서는 고기를 잡거나 미역·김·조개 등을 양식하고 있으며, 이것을 어업이라 한다. 산지촌에서는 밭농사를 짓는 한편, 가축을 기르거나 목재·약초·산나물·버섯 등을 양식하고 있으며, 산지촌에서는 밭농사를 짓는 한편, 가축을 기르거나 목재·약초·산나물·버섯 등을 생산하고, 대도시 부근에 있는 근교촌에서는 채소·화초·과일 등을 생산한다. 이것을 임업이라 한다. 
1. ↑  대한 교과서(주) 고등학교 사회 교과서 '자연 환경과 인간 생활 - 해안 지형과 인간 생활'
2. ↑  대한 교과서(주) 고등학교 사회 교과서 '자연 환경과 인간 생활 - 해안 지형과 인간 생활'
3. ↑  대한 교과서(주) 고등학교 사회 교과서 '자연 환경과 인간 생활 - 해안 지형과 인간 생활'
4. ↑  대한 교과서(주) 고등학교 사회 교과서 '자연 환경과 인간 생활 - 해안 지형과 인간 생활'

## 같이 보기
- 어촌
- 도곤인
- 도시
- 교외
- 도시 지역
- 세계에서 가장 아름다운 마을
- 이탈리아의 가장 아름다운 마을